# Paryduby (przystanek kolejowy)
Paryduby (ukr. Паридуби, ros. Паридубы) – przystanek kolejowy w pobliżu miejscowości Paryduby, w rejonie kowelskim, w obwodzie wołyńskim, na Ukrainie.